# East Newton and Laysthorpe
East Newton and Laysthorpe/East Newton and Laysthorp var en civil parish från 1866 till 1986 då den blev en del av Oswaldkirk och Stonegrave, i grevskapet North Yorkshire, i England. Civil parish var belägen 5 km från Helmsley och hade 28 invånare år 1971.